# Rogério de Assis Silva Coutinho
Rogério de Assis Silva Coutinho, conosciuto come Rogerinho (Bacabal, 20 marzo 1987), è un calciatore brasiliano, centrocampista del Nacional-AM.

## Carriera
Formatosi nell'Uniclinic, nel 2007 viene ingaggiato dall'Atletico Paranaense, sodalizio con cui giocherà, con una parentesi in prestito al Fortaleza, sino all'anno seguente.
Nel 2008 è ingaggiato dai kuwaitiani dell'Al-Kuwait.

## Palmarès

### Club

#### Competizioni statali
- Campionato Cearense: 1

Fortaleza: 2008

#### Competizioni internazionali
- Coppa dell'AFC: 3

Al Kuwait: 2009, 2012, 2013

#### Competizioni nazionali
- Supercoppa saudita: 1

Al-Shabab: 2014